# Liste des phares de Lettonie

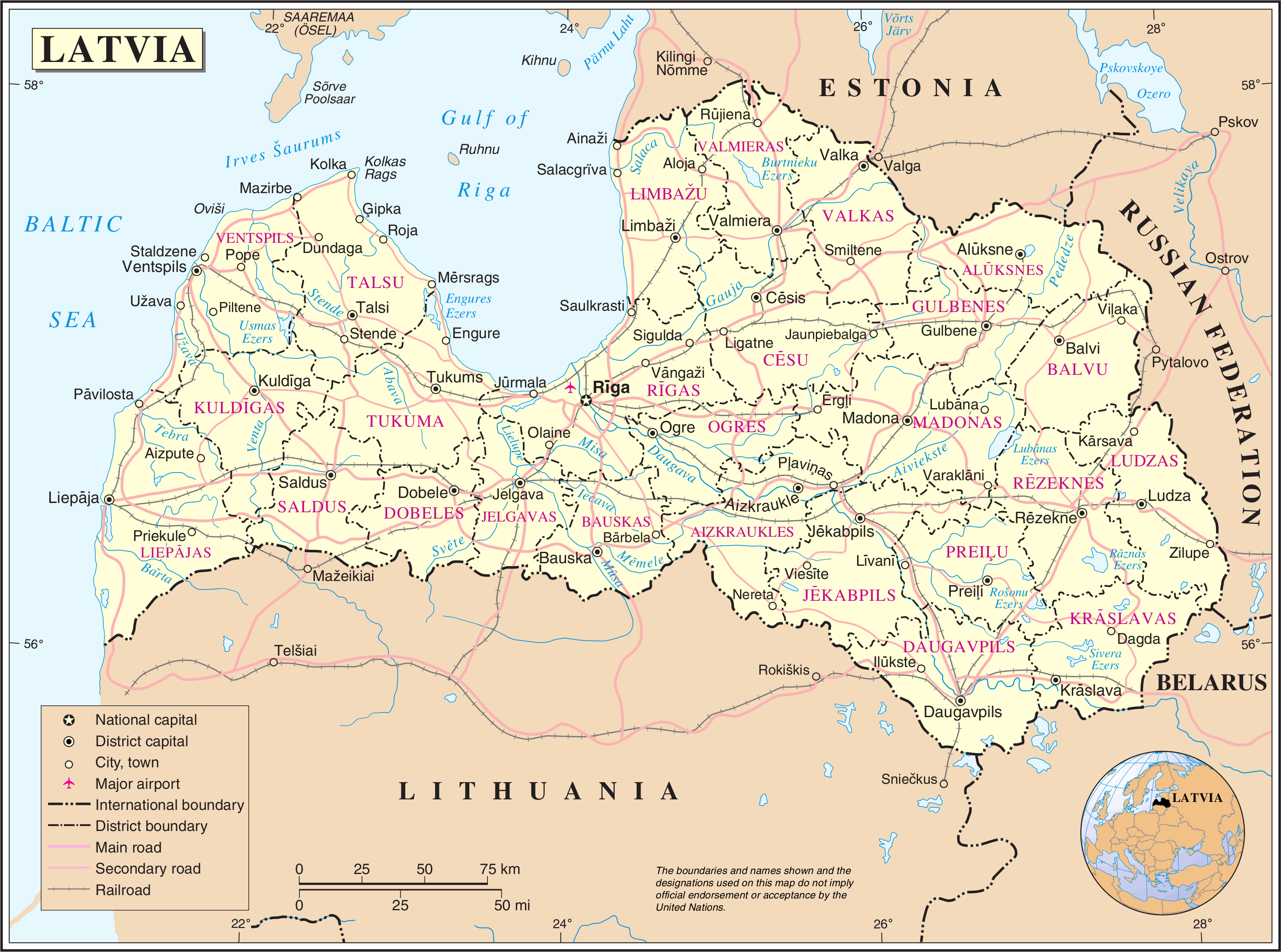
Carte de la Lettonie

Liste des phares de Lettonie : Les phares lettons datent de la période impériale russe, et certains des plus récents sont de construction soviétique. Ils marquent la côte occidentale du pays sur la mer Baltique, le Golfe de Riga et le Détroit d'Irbe.
Les phares, en Lettonie, sont surveillés et réglementés par l' Administration maritime lettone (Latvijas jūras administrācija) mais sont en fait exploités par les autorités portuaires locales de Liepāja, Ventspils et Rīga. Certains sont classés Bien culturel letton d'importance nationale (avec *).

## Phare dugolfe de Riga

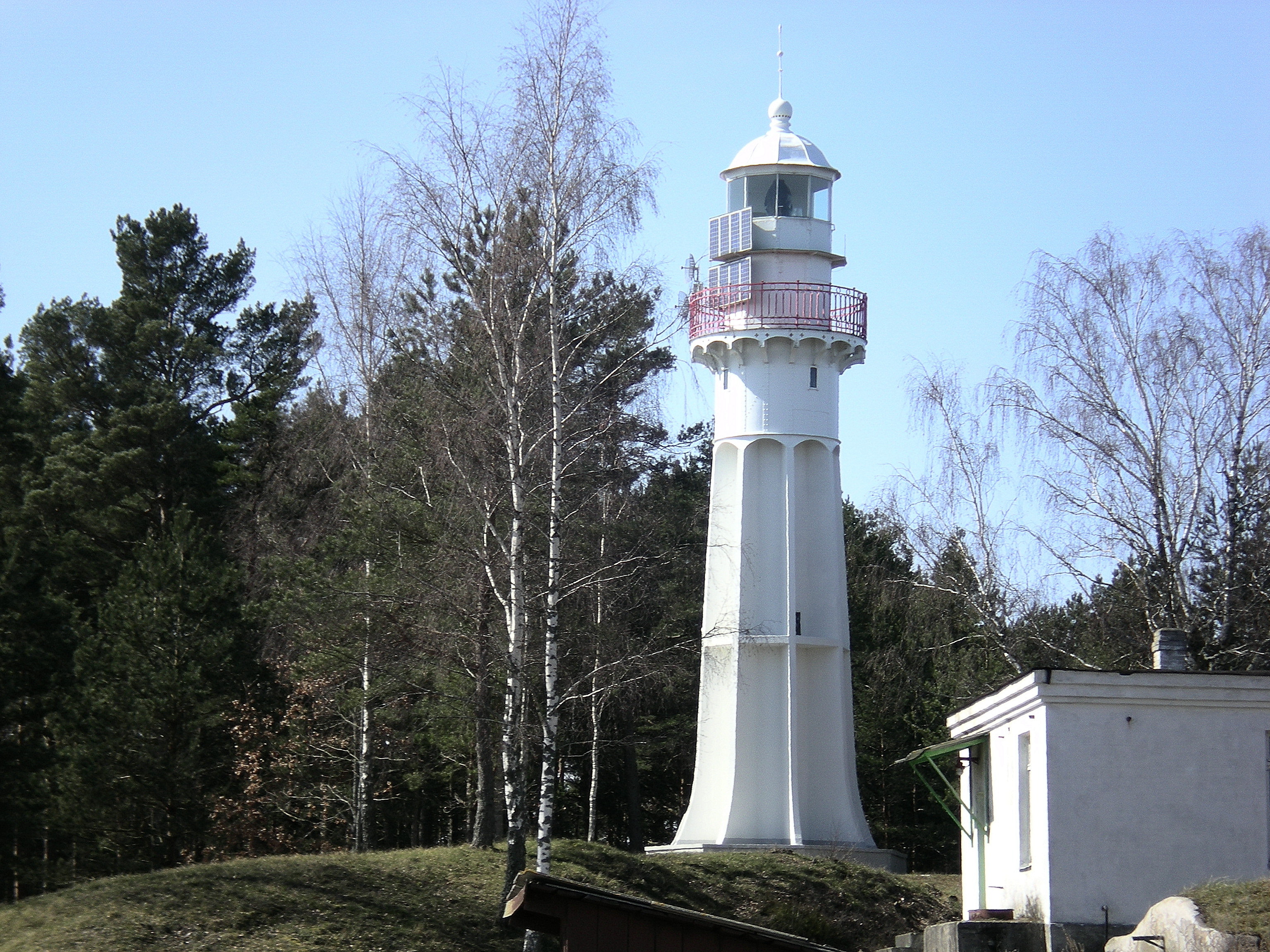
Phare de Mērsrags.

- Phare d'Ainaži
- Phare de Salacgrīva (Inactif)
- Phare de Ķurmrags (Inactif)
- Phare de Daugavgrīva
- Phare de Ragaciems
- Phare de Mērsrags *
- Phare de Ģipka

## Phare dudétroit d'Irbe

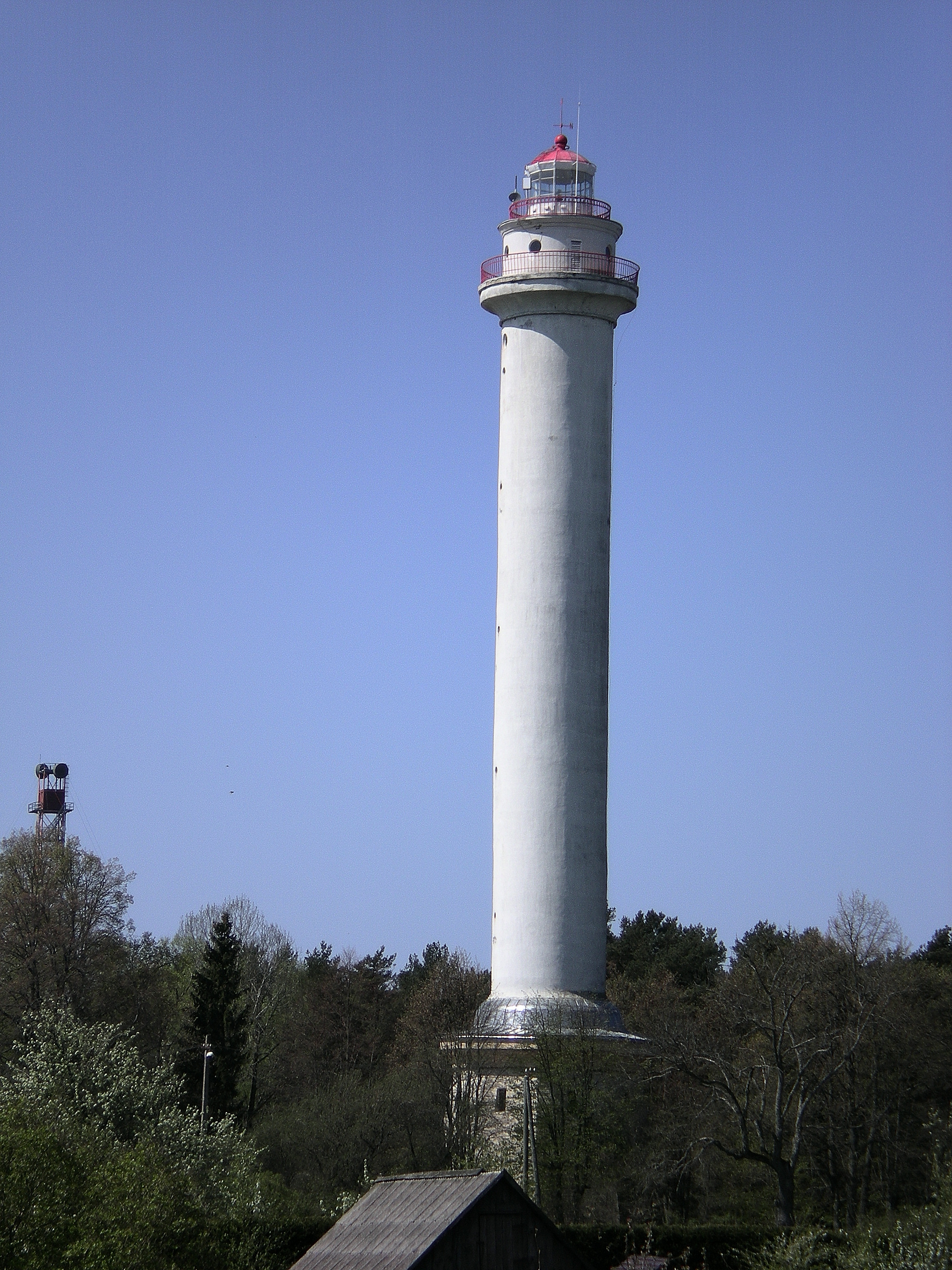
Phare de Miķeļtornis (Miķeļbāka)

- Phare de Kolka *
- Phare de Slītere (Inactif)
- Phare de Miķeļtornis
- Phare d'Oviši *

## Phare de lamer Baltique

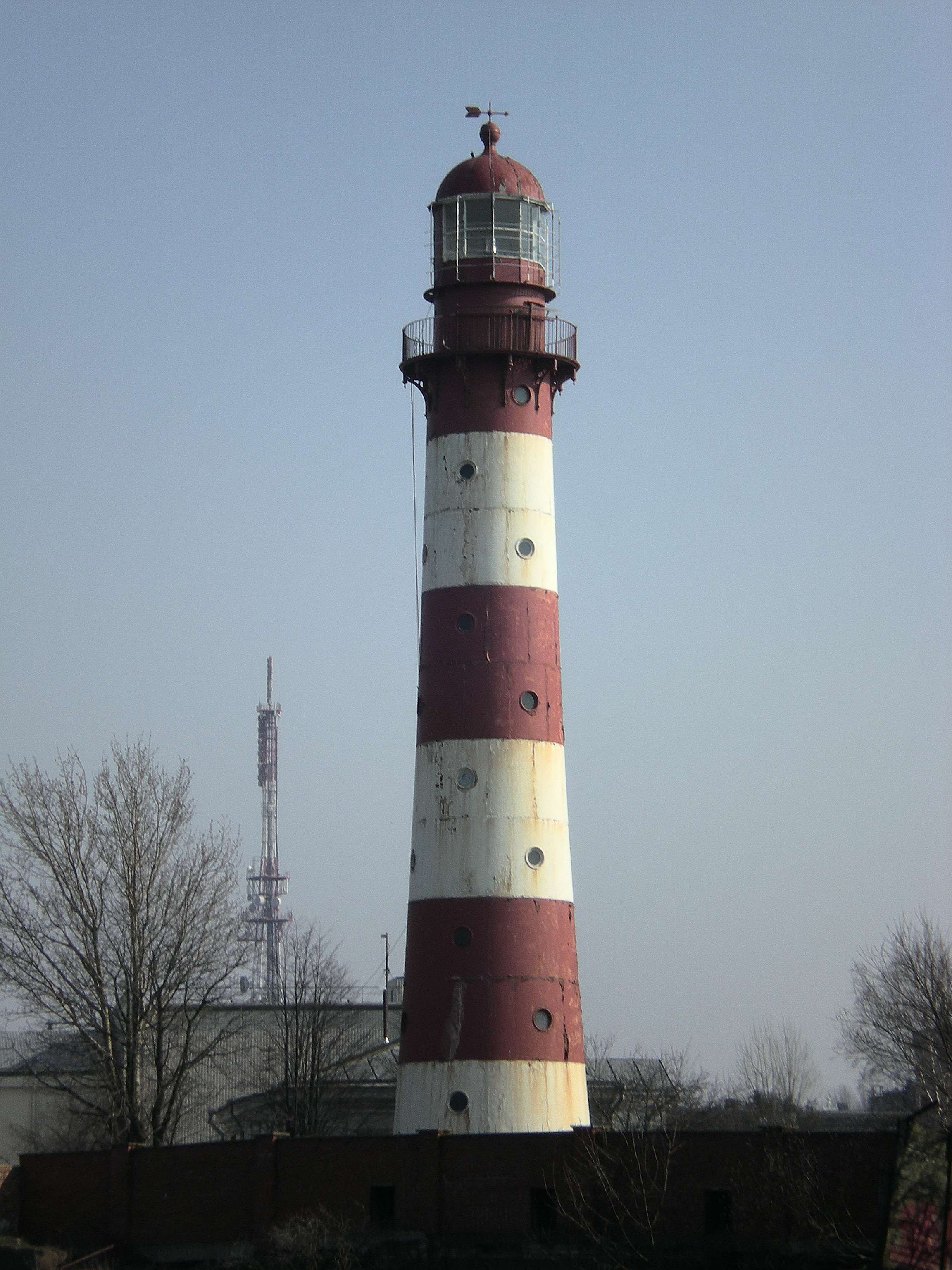
Phare de Liepājas

- Phare d'Užava *
- Phare d'Akmeņrags *
- Phare de Liepāja *
- Phare de Bernāti
- Phare de Pape *